# Puértolas
Pour les articles homonymes, voir Romain Puértolas.
Puértolas est une commune espagnole de la comarque de Sobrarbe, dans la province de Huesca, dans la communauté autonome d'Aragon en Espagne.